# アーロ・パヤリ

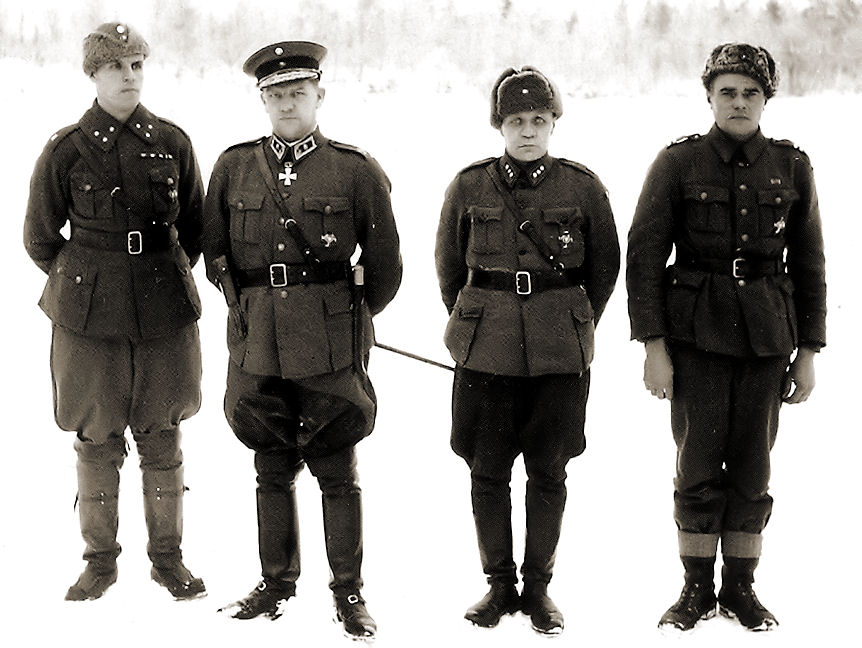
左からエーロ・キヴェラ、アーロ・パヤリ、ユホ・ポッシ、ヴィルホ・ラットー

アーロ・オラヴィ・パヤリ（フィンランド語: Aaro Olavi Pajari）はフィンランドの軍人。最終階級は少将。主に冬戦争と継続戦争で戦い、マンネルハイム十字章を受賞している。
フィンランド軍の中でも最も勇敢な軍人として知られる。戦略眼だけでなく、前線から指揮する態度が司令官としての地位を確固たる物にし、部下の献身と高いモチベーションを導き出した。特筆すべき業績にはトルヴァヤルヴィの戦いがあり、ここで当時中佐だったパヤリは第16連隊連隊長としてはるかに多数のソ連軍を後退させ、その後の攻撃でソ連部隊は壊滅した。パヤリは冬戦争と継続戦争、ラップランド戦争で大きな役割を果たし、小規模部隊の運用やゲリラ戦での成功から有名になった。1941年8月に1度、ラップランド戦争中の1944年10月16日に1度の2度マンネルヘイム十字章を受けている。
1944年10月21日、政治犯として収監されて、投獄中に暴行を受けたとされる。戦後は心臓の病に苦しみ、オストロボスニアへ向かう途中に心臓発作で亡くなった。

## 註
- Niemi, Leena (2002) "Aaro Olavi Pajari (1897-1949) Vaikuttaja kaupungissa ja sotarintamalla" Koskesta Voimaa approx. translation of title "Aaro Olavi Pajari (1897-1949) in civil and military circumstances", with photo